# ولايات أوزبكستان
ولايات أوزبكستان تنقسم أوزبكستان إلى 14 ولاية وواحدة منها هي جمهورية حكم ذاتي وهي (قرقل باغستان) و مدينة مستقلة واحدة وهي (طشقند) وأسمائها الرسمية هي باللغة الأوزبكية.

## الولايات
| #  | الولاية              | عاصمة الإقليم | المساحة (كم2) | عدد السكان (2015) | مقارنة عدد السكان ببلد |
| -- | -------------------- | ------------- | ------------- | ----------------- | ---------------------- |
| 1  | العاصمة طشقند        | -             | 327           | 2,829,300         | ألبانيا                |
| 2  | ولاية أنديجان        | أنديجان       | 4,303         | 2,965,500         | أرمينيا                |
| 3  | ولاية بخارى          | بخارى         | 41,937        | 1,843,500         | لاتفيا                 |
| 4  | ولاية فرغانة         | فرغانة        | 7,005         | 3,564,800         | الأوروغواي             |
| 5  | ولاية جيزك           | جيزك          | 21,179        | 1,301,000         | تيمور الشرقية          |
| 6  | ولاية نمنغان         | نمنغان        | 7,181         | 2,652,400         | قطر                    |
| 7  | ولاية نواوي          | نواوي         | 109,375       | 942,800           | جيبوتي                 |
| 8  | ولاية قشقداريا       | قرشي          | 28,568        | 3,088,800         | أرمينيا                |
| 9  | ولاية سمرقند         | سمرقند        | 16,773        | 3,651,700         | إريتريا                |
| 10 | ولاية سرداريا        | كولستان       | 4,276         | 803,100           | جزر القمر              |
| 11 | ولاية صرخنداريا      | ترمذ          | 20,099        | 2,462,300         | بوتسوانا               |
| 12 | ولاية طشقند          | نورافشون      | 15,258        | 2,424,100         | بوتسوانا               |
| 13 | ولاية خوارزم         | جرجانية       | 6,464         | 1,776,700         | كوسوفو                 |
| 14 | جمهورية قرقل باغستان | نكوص          | 161,358       | 1,817,500         | كوسوفو                 |

## المناطق المطوقة وغير المطوقة
هناك أربعة مواضع أوزبكية ، جميعها محاطة بأراضي قيرغيزستان في منطقة وادي فرغانة حيث تلتقي قيرغيزستان وطاجيكستان وأوزبكستان. اثنتان منها هما مدينتا سوخ ، بمساحة 325 كيلومتر مربع (125 ميل مربع) ويبلغ عدد سكانها 42800 نسمة في عام 1993 (مع بعض التقديرات تصل إلى 70 ألف نسمة ، 99٪ منهم طاجيك والباقي أوزبكي [2]) وشوهيماردون. ، مساحة 90 كم 2 (35 ميل مربع) ويبلغ عدد سكانها 5100 في عام 1993 (91 ٪ من الأوزبك والباقي قيرغيز). الاثنان الآخران هما الأراضي الصغيرة في تشون كارا (أو قلشة) ، التي يبلغ طولها حوالي 3 كيلومترات (1.9 ميل) وعرضها كيلومتر واحد (0.62 ميل) ، وجاني أيل (أو زانجيل) ، وهي نقطة من الأرض بالكاد تبلغ 3 كيلومترات ( 1.9 ميل) عبر. تقع شون كارا على نهر سوخ ، بين الحدود الأوزبكية ومكتنف سوخ.
هناك أربعة أوزبكي الحبيسة والمستحاطة, كل منهم تحيط بها قيرغيزستان الأراضي وادي فرغانة المنطقة حيث قيرغيزستان , طاجيكستان ويلتقي أوزبكستان. اثنان منهم هم مدن سوخ,مساحة 325 كـم 2 (125 ميل 2) ويبلغ عدد سكانها 42.800 نسمة عام 1993 (مع بعض التقديرات تصل إلى 70.000 ، 99٪ منهم طاجيك والباقي أوزبكي [1]) و   شاة مردان, منطقة 90 كـم2 (35 ميل2) كان عدد سكانها 5100 نسمة في عام 1993 (91٪ أوزبك والباقي قيرغيز).  الاثنان الآخران هما الأراضي الصغيرة في Chon-Kara (أو Qalacha) ، التي يبلغ طولها حوالي 3 كيلومترات (1.9 ميل) وعرضها كيلومتر واحد (0.62 ميل) ، وجاني أيل (أو Dzhangail) ، وهي نقطة من الأرض بالكاد تبلغ 3 كيلومترات ( 1.9 ميل) عبر.  تقع شون كارا على نهر سوخ ، بين الحدود الأوزبكية ومكسور سوخ.  .
أوزبكستان لديها جيب طاجيكستان ، قرية سارفان ، والتي تضم شريطًا ضيقًا طويلًا من الأرض يبلغ طوله حوالي 15 كم (9.3 ميل) وعرضه 1 كم (0.62 ميل) ، على طول الطريق من أنجرين إلى قوقند.
أوزبكستان لديها جيب طاجيكستان ، قرية سارفان ، التي تضم شريطًا ضيقًا طويلًا من الأرض يبلغ طوله حوالي 15 كـم (9.3 ميل) وعرضه 1 كـم (0.62 ميل) ، على طول الطريق من أنجرين لقوقند.
تقع قرية باراك القرغيزية (عدد سكانها 627 نسمة) على بعد 15 كم شمال أوش. في أغسطس 1999 ، احتلت أوزبكستان المنطقة المحيطة بباراك ، وعزلتها عن أراضي قيرغيزستان. قامت القوات الأوزبكية بحفر وإغلاق الطريق المؤدي إلى Ak-Tash [3] بينما يُزعم أيضًا أنها استولت على مساحات كبيرة من أراضي قيرغيزستان التي تم إعارةها في الحقبة السوفيتية لكنها لم تعد أبدًا. تحصنوا داخل معظم أراضي قيرغيزستان الحدودية ورفضوا المغادرة. [5] أصبح باراك بحكم الأمر الواقع جيبًا على بعد 1.5 كيلومتر فقط من الحدود الرئيسية المنقولة. [6] [7] [8] (خريطة) في أغسطس 2018 ، وافقت السلطات القيرغيزية والأوزبكية على تبادل للأراضي من شأنه القضاء على المعزل. قد تستغرق عملية التبادل ما يصل إلى عامين. [9]
تقع قرية باراك القرغيزية (عدد سكانها 627 نسمة) على بعد 15 كم شمال أوش.  في أغسطس 1999 ، احتلت أوزبكستان المنطقة المحيطة بباراك ، وعزلتها عن أراضي قيرغيزستان.  قامت القوات الأوزبكية بحفر وإغلاق الطريق المؤدي إلى Ak-Tash [1] بينما يُزعم أيضًا أنها استولت على مساحات كبيرة من أراضي قيرغيزستان التي تم إعارةها في الحقبة السوفيتية لكنها لم تعد أبدًا.  تحصنوا داخل معظم الأراضي الحدودية القرغيزية ورفضوا المغادرة. [3]  أصبح باراك بحكم الأمر الواقع جيبًا على بعد 1.5 كيلومتر فقط من الحدود الرئيسية المنقولة. [4] [5] [6]  (خريطة) في أغسطس 2018 وافقت السلطات القيرغيزية والأوزبكية على تبادل للأراضي من شأنه القضاء على المعزل.  قد تستغرق عملية التبادل ما يصل إلى عامين. ..